# Kamiennogorsk
Kamiennogorsk (ros. Каменногорск) – miasto w Rosji, w obwodzie leningradzkim, 170 km na północny wschód od Petersburga. 

## Demografia
- 2009 – 5 948[2]
- 2021 – 6 151[1]